# شبكات التخزين المرفقة الحقيقية
TrueNAS (وتسمى FreeNAS قبل إلى الإصدار 12.0) هو نظام حر ومفتوح المصدر شبكة التخزين المرفقة (NAS) نظام التشغيل على أساس FreeBSD و OpenZFS نظام الملفات. تم ترخيصه بموجب شروط ترخيص BSD ويعمل على أجهزة سلعة x86-64 . TrueNAS يدعم ويندوز، ماك ويونيكس. تستضيف مثل XenServer ل وإم وير باستخدام SMB ، لوكالة فرانس برس، NFS ، عبر بروتوكول iSCSI ، SSH ، رسينك وFTP / TFTP . تتضمن ميزات TrueNAS المتقدمة تشفير القرص الكامل وبنية المكونات الإضافية لبرامج الجهات الخارجية.

## نظام ملفات OpenZFS
TrueNAS يدعم OpenZFS الملفات التي تنص على سلامة البيانات والتحقق لمنع تلف البيانات، توفر نقطة تمكين في الوقت snapshotting ، النسخ وعدة مستويات من التكرار بما في ذلك شريطية، يعكس، المرايا مخطط (RAID 1 + 0)، وثلاثة مستويات من RaidZ .

## تجربة المستخدم
تتم إدارة TrueNAS من خلال واجهة ويب شاملة تكملها وحدة تحكم shell صغيرة تتعامل مع الوظائف الإدارية الأساسية. تدعم واجهة الويب تكوين مجمّع التخزين وإدارة المستخدم وتكوين المشاركة وصيانة النظام. كجهاز نظام مضمن، يتم تشغيل TrueNAS من جهاز USB Flash أو SATA DOM . تم تكوين هذه الصورة باستخدام مثبت USB Flash / CD-ROM قابل للتمهيد. يعد نظام التشغيل TrueNAS مستقلاً تمامًا عن أقراص التخزين الخاصة به، مما يسمح بنسخ قاعدة بيانات التكوين ومفاتيح التشفير احتياطيًا واستعادتها في حال تثبيت جديد لنظام التشغيل. يسمح هذا الفصل أيضًا بإجراء ترقيات نظام TrueNAS من خلال واجهة الويب.

## التاريخ
بدأ مشروع FreeNAS في أكتوبر 2005 بواسطة Olivier Cochard-Labbé الذي استند إلى جدار الحماية المدمج m0n0wall وFreeBSD 6.0 . انضم فولكر ثيل إلى المشروع في يوليو 2006 وأصبح قائد المشروع في أبريل 2008. في سبتمبر 2009، خلص فريق التطوير إلى أن المشروع، عند الإصدار.7، كان من المقرر إعادة كتابته بالكامل من أجل استيعاب الميزات الحديثة مثل بنية المكونات الإضافية. قرر فولكر ثيلي أن أفضل تنفيذ للمشروع هو استخدام نظام دبيان لينكس وحول جهود التطوير الخاصة به إلى مشروع CoreNAS المؤقت وفي النهاية OpenMediaVault حيث يواصل قيادة المشروع. استجاب Cochard-Labbé لاعتراضات المجتمع على «إصدار دبيان من FreeNAS» واستأنف النشاط في المشروع وأشرف على نقله إلى iXsystems لمستخدم FreeNAS. واصل المطوران Daisuke Aoyama و Michael Zoon تطوير FreeNAS 7 كمشروع NAS4Free . وفي الوقت نفسه، أعادت iXsystems كتابة FreeNAS بهيكلية جديدة تعتمد على FreeBSD 8.1، وأطلقت FreeNAS 8 Beta في نوفمبر 2010. وصلت بنية المكونات الإضافية مع FreeNAS 8.2 وتمت مزامنة إصدارات FreeNAS مع FreeBSD من أجل الوضوح. قدم FreeNAS 8.3 كامل للقرص التشفير وFreeNAS المستندة إلى 9.1 فري 9.1 جلبت محدث المكونات في الهندسة المعمارية التي تتوافق مع TrueOS إطار إدارة السجن وأردن. كان FreeNAS 9.1 أيضًا الإصدار الأول من FreeNAS لاستخدام OpenZFS v5000 المدعوم من المجتمع مع Feature Flags. FreeNAS 9.2، استنادًا إلى FreeBSD 9.2، تضمنت تحسينات في الأداء وقدمت واجهة برمجة تطبيقات REST لإدارة النظام عن بُعد. قدم FreeNAS 9.3، استنادًا إلى FreeBSD 9.3، جهاز التمهيد المستند إلى ZFS ، ومعالج الإعداد الأولي وخادم iSCSI عالي الأداء داخل kernel. وضع FreeNAS 9.10، استنادًا إلى FreeBSD 10.3-RC3 ، حدًا للتسمية المتزامنة لـ FreeNAS / FreeBSD وقدم دعمًا لمراقبة الجرافيت ودعمًا تجريبيًا لـ bhyve hypervisor 
في أكتوبر 2015، بعد عشر سنوات من إصدار FreeNAS الأصلي، تم إصدار FreeNAS 10 ALPHA ، مما يوفر معاينة لما سيصبح FreeNAS Corral GA في 15 مارس 2017. قدمت FreeNAS Corral واجهة مستخدم رسومية جديدة وواجهة سطر أوامر وبرمجيات وسيطة أساسية ونظام إدارة الحاويات ونظام إدارة الجهاز الظاهري. تنطلق FreeNAS Corral من FreeNAS ليس فقط من خلال توفير وظائف NAS ولكن أيضًا وظائف متقاربة للغاية بفضل دعم الجهاز الظاهري المتكامل. وفي 12 أبريل 2017، أعلنت iXsystems أن FreeNAS Corral سيتم تحويلها إلى «معاينة تقنية»، مشيرة إلى مشكلات مثل «عدم الاستقرار العام، ونقص تكافؤ الميزات مع 9.10 (Jails و iSCSI وما إلى ذلك)، وبعض المستخدمين يواجهون أداء أقل من المتوقع»  ورحيل قائد المشروع. بدلاً من ذلك، تم اتخاذ قرار بالعودة إلى رمز 9.10 الحالي وإحضار ميزات Corral إلى 9.10.3 وما بعده.
في مايو 2017، أعلنت iXsystems أن FreeNAS 11 ستصدر قريبًا، والتي كانت تستند إلى 9.10 ولكنها تضمنت ميزات مثل تحديث نظام التشغيل FreeBSD ، وإدارة الأجهزة الافتراضية، وتحديثات السجون، وواجهة مستخدم تجريبية جديدة على غرار Corral ولكن على أساس Angular JS .
في مارس 2020، أعلنت iXsystems أن الإصدار 12.0 سيدمج قاعدة رمز FreeNAS مع قاعدة TrueNAS التجارية الخاصة بهم. ستصبح FreeNAS TrueNAS CORE بينما ستتم إعادة تسمية TrueNAS باسم TrueNAS Enterprise. تم إجراء هذا التغيير رسميًا مع إصدار TrueNAS 12.0 في 20 أكتوبر 2020.
في أكتوبر 2020، أعلنت iXsystems عن منتج جديد، سيتم تطوير TrueNAS SCALE. سيظل يستخدم ZFS ، لكنه يعتمد على Linux.

### هندسة معمارية
نقل الإصدار 8.0 من FreeNAS المشروع من بنية تستند إلى m0n0BSD / m0n0wall / PHP إلى نظام بناء يعتمد على FreeBSD 's NanoBSD ، ولغة برمجة Python ، وإطار عمل تطبيق الويب Django ومجموعة أدوات d Javajō (مكتبة JavaScript). استخدم أيضًا خادم الويب lighttpd ، ولكن تم استبداله بـ nginx في FreeNAS 8.2. احتفظ الوريث المنتهي لـ 9.10.2، المعروف باسم FreeNAS Corral ، بخادم الويب nginx وجهاز التمهيد المستند إلى ZFS من FreeNAS ولكنه يستبدل إطار تطبيق الويب Django بإطار أصلي. نفذت FreeNAS 11 واجهة جديدة باستخدام Angular JS.

## ميزات الإصدار الحالي والإضافات
الميزات والإضافات المعروضة خاصة بالفرع 11.0.

### الميزات[17]
الميزات الإدارية
- واجهة مستخدم رسومية قائمة على الويب مع تشفير SSL اختياري
- مترجمة إلى أكثر من 20 لغة 
- الوصول إلى الويب ووحدة التحكم وSSH قابل للتكوين
- هندسة المكونات الإضافية (انظر القائمة أدناه)
- أداء الرسوم البيانية
- مجموعة واسعة من التنبيهات القابلة للتكوين وآليات التنبيه، بما في ذلك رسائل البريد الإلكتروني وإخطار الإبلاغ
- ملف التكوين القابل للتنزيل ومفاتيح التشفير
- تشخيصات قرص SMART
- إدارة الشهادات المحلية، بما في ذلك دور «المرجع المصدق».
- المصادقة الثنائية، LDAP ، Active Directory ، RADIUS ، IPSec ، Kerberos وأنظمة المصادقة / إدارة المستخدم الأخرى المدعومة في FreeBSD ، وبالتالي فهي متاحة لـ FreeNAS (ملاحظة: بعضها مدعوم في واجهة المستخدم الرسومية ولكن ليس جميعها).

ميزات نظام الملفات
- نظام ملفات ZFS عالي المرونة مع Feature Flags (OpenZFS v5000) وحد تخزين نظري يبلغ 16 إكسابايت. ميزات نظام ملفات ZFS قابلة للتكوين بالكامل وتشمل:

- الضغط (بما في ذلك lz4 وgzip)،
- تشفير كامل الحجم (تشفير القرص باستخدام تسريع أجهزة GELI و AESNI)،
- اللقطات (التي يمكن أن تكون شبه مستمرة؛ التقاط كل 15-30 دقيقة ليس نادرًا)،
- البيانات المكررة
- حصص المستخدمين
- تعتبر الأقراص المادية محمولة بالكامل ويمكن نقلها دون فقد البيانات إلى خوادم FreeNAS الأخرى، أو إلى أي نظام تشغيل آخر يدعم إصدارًا متوافقًا من OpenZFS.

- ملامح موثوقية البيانات - النسخ المتطابق / RAID (بما في ذلك ZFS RaidZ)، نسخ متعددة من البيانات والبيانات الفوقية للموثوقية المحدد، وكامل نظام checksumming والخلفية إصلاح البيانات حسب الحاجة («تنقية») (انظر أيضا: ZFS عموما، والذي صمم صراحة بهدف ضمان الحفاظ على البيانات)
- ميزات موثوقية الخادم -

- النسخ المتماثل، fallover والفشل،
- بيئة التمهيد متعددة الإصدارات - توفر قائمة التمهيد إمكانية الوصول إلى الإصدارات السابقة من FreeNAS التي تمت ترقيتها. في حالة وجود مشكلة في التمهيد أو مشكلة في النظام، يمكن لـ FreeNAS أيضًا تحميل أي من هذه عند التمهيد، كإصدارات «معروفة جيدة»، دون «التراجع» عن الخادم.

- قراءة القرص واستيراد البيانات لـ UFS2 و NTFS و FAT32 و EXT2 / 3
- أذونات المستخدم / المجموعة - أذونات Unix / Linux الكلاسيكية و / أو قائمة على ACL (بما في ذلك ACL لأنظمة ملفات Microsoft)

خدمات وميزات الشبكة المضمنة
- البروتوكولات كمعيار - Samba / SMB / CIFS (لمايكروسوفت والشبكات الأخرى)، AFP (Apple)، NFS ، iSCSI ، FTP / TFTP
- دعم عميل LDAP و Active Directory مع قوائم Windows ACL
- دعم Apple Time Machine و Microsoft File History / الإصدارات السابقة
- مزامنة البيانات rsync والنسخ المتماثل (الخادم / العميل)
- تجميع الارتباط وتجاوز الفشل
- شبكات VLAN
- عميل DNS الحيوي
- إعادة توجيه النظام عن بعد
- مراقبة SNMP
- مجموعة واسعة من أجهزة وبيئات الشبكات التي يدعمها FreeBSD ، بما في ذلك الكابلات النحاسية وكابلات الألياف الضوئية والواي فاي
- يدعم الإطارات الجامبو، وتفريغ الأجهزة (تختلف الميزات الدقيقة التي تم إلغاء تحميلها حسب المحول)، وخدمة النطاق الترددي العالي (10G +)

آخر
- دعم UPS (مزود الطاقة غير المنقطع)
- مضيف الجهاز الظاهري وإدارته مع الإدارة القائمة على واجهة المستخدم الرسومية
- إدارة السجن والقوالب - اعتبارًا من الإصدار 11.0، تم تبديل FreeNAS جزئيًا من الحارس إلى iocage كمدير للسجن؛ تم التخطيط لدعم iocage الكامل لـ 11.1
- iozone و netperf و OpenVPN و tmux وغيرها من المرافق
- أكثر من 20000 حزمة ومنافذ متاحة وقابلة للتثبيت من مستودعات FreeBSD.

## الاستخدامات
- سوهو، SMB والمؤسسة خدمة ملف
- دعم تخزين خادم المحاكاة الافتراضية
- خدمة الصوت / الفيديو في مركز الوسائط وتدفقها إلى أجهزة DLNA

## الجوائز
- VMware — "Ultimate Virtual Appliance Challenge، Consumer" [19]
- sourceforge.net — مشروع الشهر، يناير 2007 [20]
- InfoWorld — أفضل مصدر مفتوح في التخزين [21]